# Fiodor Alekseevici Golovin
Feodor Alekseevici Golovin (în rusă Фёдор Алексеевич Головин; n. 9 noiembrie 1650 – d. 10 august 1706, Hluhiv, Regimentul Nijîn⁠(d), Țaratul Rusiei) a fost cancelarul Rusiei sub țarul Petru cel Mare.